# زهير غازي زاهد
زهير غازي محسن زاهد المياح (1939) لغوي وشاعر وأستاذ جامعي عراقي. ولد في النجف. مجاز في اللغة العربية من جامعة بغداد عام 1963 ثم حصل على المجاسيتر من الجامعة نفسها عام 1967، والدكتوراه من جامعة القاهرة عام 1976. عمل أستاذاً للغة العربية في كليّة التربية للبنات في جامعة بغداد. نشر أدبه في المجلات المختصّة وبرز في تحقيق الكتب والمخطوطات من دواوين شعرية شرر اللهيب 1962 وظمأ البحر 1970 ويوسف والرؤيا 1974.

## سيرته
ولد زهير غازي محسن زاهد المياحي الربيعي سنة 1939 في النجف بالعراق ونشأ به. دخل المدارس الرسمية وحصل على الشهادة الثانوية 1958، والبكالوريوس في اللغة العربية من جامعة بغداد 1963، والماجستير في اللغة العربية من جامعة نفسها سنة 1967، والدكتوراه من جامعة القاهرة 1976. 

عمل مدرساً للغة العربية في إعداديات النجف، ثم انتقل إلى جامعة البصرة 1970، ثم إلى جامعة الكوفة 1989، أستاذاً بقسم اللغة العربية بكلية التربية للبنات. درّس أيضاً في طرابلس الغرب في ليبيا وهو رئيس قسم الدراسات القرآنية واللغوية في الكلية الإسلامية الجامعة في النجف وعضو في اتحاد الأدباء العراقيين. وبعد تقاعده منحته جامعة بغداد لقب أستاذ متمرس 2010.

نشر أول ديوان له وهو طالب جامعي. نشر عدداً من البحوث والدراسات في المجلات المتخصصة. حضر مؤتمر اللسانيات المنعقد في جامعة دمشق 1981.

## مؤلفاته
من دواوينه الشعرية:
- شرر اللهيب، 1962
- ظمأ البحر، 1970
- يوسف والرؤيا، 1974
- الحريل عبر وديان الصمت

وله في مجال الدراسات الأدبية:
- أبو الطيب المتنبي وظواهر التمرّد في شعره
- بحوث في لغة الشعر وعروضه
- في  التفكير النحوي عند العرب
- لغة الشعر عند المعرّي: دراسة لغوية فنية في سقط الزند
- أبو عمر بن العلاء وجهوده في القراءة والنحو
- ديوان ابن لنكك البصري

وفي تحقيق كتب:
- الجامع في العروض والقوافي، بالاشتراك مع هلال ناجي
- ديوان عبد الصمد بن المعذل
- كتاب الإدغام الكبير في القرآن، لأبي عمر عثمان بن سعيد الداني
- إعراب القرآن لأبي جعفر أحمد بن إسماعيل النحاس
- ألفية الآثاري: كفاية الغلام في إعراب الكلام لزين الدين القرشي
- التوفيق للتلفيق للثعالبي
- شرح أبيات سيبويه، لأبي جعفر أحمد بن محمد النحاس
- العنوان في القراءات السبع، لأبي طاهر إسماعيل ابن خلف الأنصاري

من مؤلفاته الأخرى:
- النجف الاشرف افاق وذكريات
- في التفكير النحوي عند العرب
- العربية والأمن اللغوي

## وصلات خارجية
- في موقع أرشيف المجلات